# ATP Challenger Tour 2013
Navigation
Saison 2012 Saison 2014
La saison 2013 de l'ATP Challenger Tour, circuit secondaire du tennis professionnel organisé par l'ATP, comprend 149 tournois. Cet article regroupe la liste de ces tournois et leurs vainqueurs.
En fin d'année, les meilleurs joueurs du circuit se qualifient pour l'ATP Challenger Tour Finals, équivalent du Masters sur le circuit principal, qui offre une dotation de 220 000 $ et se déroule depuis 2011 à São Paulo.
Les joueurs les plus titrés de la saison en simple sont l'Espagnol Pablo Carreño-Busta et le Néerlandais Jesse Huta Galung avec quatre tournois remportés chacun.
En double, la saison est dominée par le Croate Marin Draganja qui remporte neuf tournois dont six avec son compatriote Mate Pavić.

## Résultats en simple
| Date         | Nom et lieu du tournoi                                    | Dotation  | Surf.           | Vainqueur             | Finaliste              |
| 31 décembre  | Aberto de São Paulo, São Paulo                            | 125 000 $ | Dur             | Horacio Zeballos      | Rogério Dutra Silva    |
| 31 décembre  | Internationaux de Nouvelle-Calédonie, Nouméa              | 75 000 $  | Dur             | Adrian Mannarino      | Andrej Martin          |
| 21 janvier   | Heilbronn Open, Heilbronn                                 | 85 000 €  | Dur (int.)      | Michael Berrer        | Jan-Lennard Struff     |
| 21 janvier   | Maui Challenger, Maui                                     | 50 000 $  | Dur             | Go Soeda              | Mischa Zverev          |
| 21 janvier   | Seguros Bolívar Open, Bucaramanga                         | 35 000 $  | Terre battue    | Federico Delbonis     | Wayne Odesnik          |
| 28 janvier   | McDonald's Burnie International, Burnie                   | 50 000 $  | Dur             | John Millman          | Stéphane Robert        |
| 4 février    | Challenger of Dallas, Dallas                              | 100 000 $ | Dur (int.)      | Rhyne Williams        | Robby Ginepri          |
| 4 février    | Trofeo FAIP-Perrel, Bergame                               | 42 500 €  | Dur (int.)      | Michał Przysiężny     | Jan-Lennard Struff     |
| 4 février    | Charles Sturt Adelaide International, Adélaïde            | 50 000 $  | Dur             | Matthew Barton        | James Ward             |
| 11 février   | Open BNP Paribas Banque de Bretagne, Quimper              | 42 500 €  | Dur (int.)      | Marius Copil          | Marc Gicquel           |
| 25 février   | Challenger La Manche, Cherbourg                           | 42 500 €  | Dur (int.)      | Jesse Huta Galung     | Vincent Millot         |
| 25 février   | Nature's Way Sydney Tennis International, Sydney          | 50 000 $  | Dur             | Nick Kyrgios          | Matt Reid              |
| 25 février   | Trofeo Diario Expreso, Salinas                            | 35 000 $  | Terre battue    | Alejandro González    | Renzo Olivo            |
| 4 mars       | Shimadzu All Japan Tennis Championships, Kyoto            | 35 000 $  | Moquette (int.) | John Millman          | Marco Chiudinelli      |
| 4 mars       | Copa Cachantun, Santiago                                  | 35 000 $  | Terre battue    | Facundo Bagnis        | Thiemo de Bakker       |
| 11 mars      | Dallas Tennis Classic, Dallas                             | 125 000 $ | Dur             | Jürgen Melzer         | Denis Kudla            |
| 11 mars      | BH Telecom Indoors, Sarajevo                              | 30 000 €  | Dur (int.)      | Adrian Mannarino      | Dustin Brown           |
| 18 mars      | Challenger Banque Nationale, Rimouski                     | 35 000 $  | Dur (int.)      | Rik De Voest          | Vasek Pospisil         |
| 25 mars      | Orange Open Guadeloupe, Le Gosier                         | 100 000 $ | Dur             | Benoît Paire          | Serhiy Stakhovsky      |
| 25 mars      | Seguros Bolivar Open, Pereira                             | 50 000 $  | Terre battue    | Santiago Giraldo      | Paul Capdeville        |
| 25 mars      | San Luis Open Challenger, San Luis Potosí                 | 35 000 $  | Terre battue    | Alessio Di Mauro      | Daniel Kosakowski      |
| 1er avril    | Open Harmonie Mutuelle, Saint-Brieuc                      | 30 000 €  | Dur (int.)      | Jesse Huta Galung     | Kenny de Schepper      |
| 1er avril    | Torneo Internacional Challenger, León                     | 35 000 $  | Dur             | Donald Young          | Jimmy Wang             |
| 8 avril      | Aeromexico Jalisco Open, Guadalajara                      | 100 000 $ | Dur             | Alex Bogomolov        | Rajeev Ram             |
| 8 avril      | Seguros Bolivar Open, Barranquilla                        | 50 000 $  | Terre battue    | Federico Delbonis     | Facundo Bagnis         |
| 8 avril      | Mersin Cup, Mersin                                        | 42 500 €  | Terre battue    | Jiří Veselý           | Simon Greul            |
| 8 avril      | Taroii Open de Tênis, Itajaí                              | 35 000 $  | Terre battue    | Rogério Dutra Silva   | Jozef Kovalík          |
| 15 avril     | Sarasota Open, Sarasota                                   | 100 000 $ | Terre battue    | Alex Kuznetsov        | Wayne Odesnik          |
| 15 avril     | 4ta Copa Internacional de Tenis TOTAL DIGEST, Mexico      | 35 000 $  | Dur             | Andrej Martin         | Adrian Mannarino       |
| 15 avril     | Visit Panama Cup, Panama                                  | 35 000 $  | Terre battue    | Rubén Ramírez Hidalgo | Alejandro González     |
| 15 avril     | Campeonato Internacional de Tenis de Santos, Santos       | 35 000 $  | Terre battue    | Gastão Elias          | Rogério Dutra Silva    |
| 15 avril     | Rai Open, Rome                                            | 30 000 €  | Terre battue    | Julian Reister        | Guillermo García-López |
| 22 avril     | Savannah Challenger, Savannah                             | 50 000 $  | Terre battue    | Ryan Harrison         | Facundo Argüello       |
| 22 avril     | IS Open de Tenis, São Paulo                               | 50 000 $  | Terre battue    | Paul Capdeville       | Renzo Olivo            |
| 29 avril     | Tunis Open, Tunis                                         | 125 000 $ | Terre battue    | Adrian Ungur          | Diego Schwartzman      |
| 29 avril     | Soweto Open, Johannesburg                                 | 100 000 $ | Dur             | Vasek Pospisil        | Michał Przysiężny      |
| 29 avril     | Prosperita Open, Ostrava                                  | 85 000 €  | Terre battue    | Jiří Veselý           | Steve Darcis           |
| 29 avril     | Anning Challenger, An-Ning                                | 50 000 $  | Terre battue    | Márton Fucsovics      | James Ward             |
| 29 avril     | Tallahassee Tennis Challenger, Tallahassee                | 50 000 $  | Terre battue    | Denis Kudla           | Cedrik-Marcel Stebe    |
| 29 avril     | Tennis Napoli Cup, Naples                                 | 30 000 €  | Terre battue    | Potito Starace        | Alessandro Giannessi   |
| 6 mai        | Kunming Challenger, Kunming                               | 125 000 $ | Dur             | Alex Bogomolov        | Rik De Voest           |
| 6 mai        | Karshi Challenger, Karchi                                 | 50 000 $  | Dur             | Teimuraz Gabachvili   | Radu Albot             |
| 6 mai        | 2o. Rio Quente Resorts, Rio Quente                        | 35 000 $  | Dur             | Rajeev Ram            | André Ghem             |
| 6 mai        | Roma Open, Rome                                           | 30 000 €  | Terre battue    | Aljaž Bedene          | Filippo Volandri       |
| 13 mai       | BNP Paribas Primrose Bordeaux, Bordeaux                   | 85 000 €  | Terre battue    | Gaël Monfils          | Michaël Llodra         |
| 13 mai       | Busan Open Challenger Tennis, Busan                       | 75 000 $  | Dur             | Dudi Sela             | Alex Bogomolov         |
| 13 mai       | Samarkand Challenger, Samarcande                          | 50 000 $  | Terre battue    | Teimuraz Gabachvili   | Aleksandr Nedovyesov   |
| 3 juin       | Unicredit Czech Open, Prostějov                           | 106 500 € | Terre battue    | Radek Štěpánek        | Jiří Veselý            |
| 3 juin       | Carta BCC Citta di Caltanisseta, Caltanissetta            | 85 000 €  | Terre battue    | Dušan Lajović         | Robin Haase            |
| 3 juin       | Aegon Trophy, Nottingham                                  | 64 000 €  | Gazon           | Matthew Ebden         | Benjamin Becker        |
| 3 juin       | BRD Arad Challenger, Arad                                 | 30 000 €  | Terre battue    | Adrian Ungur          | Marius Copil           |
| 3 juin       | Franken Challenge, Fürth                                  | 30 000 €  | Terre battue    | João Sousa            | Wayne Odesnik          |
| 10 juin      | Aegon Nottingham Challenge, Nottingham                    | 64 000 €  | Gazon           | Steve Johnson         | Ruben Bemelmans        |
| 10 juin      | Prague Open, Prague                                       | 42 500 €  | Terre battue    | Aleksandr Nedovyesov  | Javier Martí           |
| 10 juin      | Internationaux de tennis de Blois, Blois                  | 30 000 €  | Terre battue    | Julian Reister        | Dušan Lajović          |
| 10 juin      | Kosice Open, Košice                                       | 30 000 €  | Terre battue    | Mikhail Kukushkin     | Damir Džumhur          |
| 17 juin      | Aspria Tennis Cup, Milan                                  | 30 000 €  | Terre battue    | Filippo Volandri      | Andrej Martin          |
| 17 juin      | Morocco Tennis Tour, Tanger                               | 30 000 €  | Terre battue    | Pablo Carreño-Busta   | Mikhail Kukushkin      |
| 24 juin      | Marburg Open, Marbourg                                    | 30 000 €  | Terre battue    | Andrey Golubev        | Diego Schwartzman      |
| 1er juillet  | Sparkassen Open, Braunschweig                             | 106 500 € | Terre battue    | Florian Mayer         | Jiří Veselý            |
| 1er juillet  | Nielsen Pro Tennis Championships, Winnetka                | 50 000 $  | Dur             | Jack Sock             | Bradley Klahn          |
| 1er juillet  | Manta Open - Trofeo Ricardo Delgado Aray, Manta           | 35 000 $  | Dur             | Michael Russell       | Greg Jones             |
| 1er juillet  | Tilia Slovenia Open, Portorož                             | 30 000 €  | Dur             | Grega Žemlja          | Martin Fischer         |
| 1er juillet  | BRD Timisoara Challenger, Timișoara                       | 30 000 €  | Terre battue    | Andreas Haider-Maurer | Rubén Ramírez Hidalgo  |
| 1er juillet  | Distalnet Tennis Cup, Todi                                | 30 000 €  | Terre battue    | Pere Riba             | Santiago Giraldo       |
| 8 juillet    | Beijing International Challenger, Pékin                   | 75 000 $  | Dur             | Lu Yen-hsun           | Go Soeda               |
| 8 juillet    | Sport 1 Open, Scheveningen                                | 42 500 €  | Terre battue    | Jesse Huta Galung     | Robin Haase            |
| 8 juillet    | PTT Cup, Istanbul                                         | 42 500 €  | Dur             | Benjamin Becker       | Dudi Sela              |
| 8 juillet    | Banca dell'Adriatico Tennis Cup, San Benedetto del Tronto | 30 000 €  | Terre battue    | Andrej Martin         | João Sousa             |
| 15 juillet   | Levene Gouldin & Thompson Tennis Challenger, Binghamton   | 50 000 $  | Dur             | Alex Kuznetsov        | Bradley Klahn          |
| 15 juillet   | Challenger Banque Nationale, Granby                       | 50 000 $  | Dur             | Frank Dancevic        | Lukáš Lacko            |
| 15 juillet   | Eskisehir Cup, Eskişehir                                  | 42 500 €  | Dur             | David Goffin          | Marsel Ilhan           |
| 15 juillet   | Poznan Open, Poznań                                       | 30 000 €  | Terre battue    | Andreas Haider-Maurer | Damir Džumhur          |
| 15 juillet   | Guzzini Challenger, Recanati                              | 30 000 €  | Dur             | Thomas Fabbiano       | David Guez             |
| 22 juillet   | President's Cup, Astana                                   | 125 000 $ | Dur             | Dudi Sela             | Mikhail Kukushkin      |
| 22 juillet   | Guimaraes Open, Guimarães                                 | 42 500 €  | Dur             | João Sousa            | Marius Copil           |
| 22 juillet   | Fifth Third Bank Tennis Championships, Lexington          | 50 000 $  | Dur             | James Ward            | James Duckworth        |
| 22 juillet   | Seguros Bolívar Open, Medellín                            | 50 000 $  | Terre battue    | Alejandro González    | Guido Andreozzi        |
| 22 juillet   | Aamulehti Tampere Open, Tampere                           | 42 500 €  | Terre battue    | Jesse Huta Galung     | Maxime Teixeira        |
| 22 juillet   | Oberstaufen Cup, Oberstaufen                              | 30 000 €  | Terre battue    | Guillaume Rufin       | Peter Gojowczyk        |
| 22 juillet   | Trofeo "Stefano Bellaveglia", Orbetello                   | 30 000 €  | Terre battue    | Filippo Volandri      | Pere Riba              |
| 29 juillet   | Odlum Brown Vanopen, Vancouver                            | 100 000 $ | Dur             | Vasek Pospisil        | Daniel Evans           |
| 29 juillet   | Open Castilla y León, Ségovie                             | 42 500 €  | Dur             | Pablo Carreño-Busta   | Albano Olivetti        |
| 29 juillet   | Sao Paulo Challenger de Tenis, São Paulo                  | 50 000 $  | Terre battue    | Alejandro González    | Eduardo Schwank        |
| 29 juillet   | Svijany Open, Liberec                                     | 30 000 €  | Terre battue    | Jiří Veselý           | Federico Delbonis      |
| 5 août       | Comerica Bank Challenger, Aptos                           | 100 000 $ | Dur             | Bradley Klahn         | Daniel Evans           |
| 5 août       | San Marino Open, Saint-Marin                              | 64 000 €  | Terre battue    | Marco Cecchinato      | Filippo Volandri       |
| 5 août       | Peugeot Tennis Cup, Rio de Janeiro                        | 50 000 $  | Terre battue    | Agustín Velotti       | Blaž Rola              |
| 12 août      | Friuladria Credit Agricole Tennis Cup, Cordenons          | 42 500 €  | Terre battue    | Pablo Carreño-Busta   | Grégoire Burquier      |
| 12 août      | Kazan Summer Cup, Kazan                                   | 50 000 $  | Dur             | Serhiy Stakhovsky     | Valery Rudnev          |
| 12 août      | Maserati Challenger, Meerbusch                            | 30 000 €  | Terre battue    | Jan Hájek             | Jesse Huta Galung      |
| 26 août      | Chang-Sat Bangkok Open, Bangkok                           | 50 000 $  | Dur             | Blaž Kavčič           | Jeong Suk-young        |
| 26 août      | Trofeo Citta di Como, Côme                                | 30 000 €  | Terre battue    | Pablo Carreño-Busta   | Dominic Thiem          |
| 2 septembre  | AON Open, Gênes                                           | 85 000 €  | Terre battue    | Dustin Brown          | Filippo Volandri       |
| 2 septembre  | Tean International, Alphen-sur-le-Rhin                    | 42 500 €  | Terre battue    | Daniel Gimeno-Traver  | Thomas Schoorel        |
| 2 septembre  | Road to the Shanghai Rolex Masters, Shanghai              | 50 000 $  | Dur             | Yuichi Sugita         | Hiroki Moriya          |
| 2 septembre  | Trophée des Alpilles, Saint-Rémy                          | 42 500 €  | Dur             | Marc Gicquel          | Matteo Viola           |
| 2 septembre  | BRD Brasov Challenger, Brașov                             | 30 000 €  | Terre battue    | Andreas Haider-Maurer | Gerald Melzer          |
| 9 septembre  | American Express - Istanbul Challenger, Istanbul          | 75 000 $  | Dur             | Mikhail Kukushkin     | Illya Marchenko        |
| 9 septembre  | ATP Roller Open, Pétange                                  | 64 000 €  | Dur (int.)      | Tobias Kamke          | Paul-Henri Mathieu     |
| 9 septembre  | Banja Luka Challenger, Banja Luka                         | 64 000 €  | Terre battue    | Aljaž Bedene          | Diego Schwartzman      |
| 9 septembre  | Seguros Bolivar Open, Cali                                | 50 000 $  | Terre battue    | Facundo Bagnis        | Facundo Argüello       |
| 9 septembre  | Copa Sevilla, Séville                                     | 42 500 €  | Terre battue    | Daniel Gimeno-Traver  | Stéphane Robert        |
| 9 septembre  | Morocco Tennis Tour – Meknès, Meknès                      | 30 000 €  | Terre battue    | Cedrik-Marcel Stebe   | Yannik Reuter          |
| 16 septembre | OEC Kaohsiung, Kaohsiung                                  | 125 000 $ | Dur             | Lu Yen-hsun           | Yuki Bhambri           |
| 16 septembre | Pekao Szczecin Open, Szczecin                             | 106 500 € | Terre battue    | Aleksandr Nedovyesov  | Pere Riba              |
| 16 septembre | Izmir Cup, Izmir                                          | 64 000 €  | Dur             | Mikhail Kukushkin     | Louk Sorensen          |
| 16 septembre | Arimex Challenger Trophy, Trnava                          | 42 500 €  | Terre battue    | Julian Reister        | Adrian Ungur           |
| 16 septembre | Campeonato Internacional de Tenis de Campinas, Campinas   | 35 000 $  | Terre battue    | Guilherme Clezar      | Facundo Bagnis         |
| 16 septembre | Morocco Tennis Tour, Kénitra                              | 30 000 €  | Terre battue    | Dominic Thiem         | Teimuraz Gabachvili    |
| 16 septembre | Trofeo Ciudad de Quito, Quito                             | 35 000 $  | Terre battue    | Víctor Estrella       | Marco Trungelliti      |
| 23 septembre | Open d'Orléans, Orléans                                   | 106 500 € | Dur (int.)      | Radek Štěpánek        | Leonardo Mayer         |
| 23 septembre | Sibiu Open by Carpatica Asig, Sibiu                       | 64 000 €  | Terre battue    | Jaroslav Pospíšil     | Marco Cecchinato       |
| 23 septembre | Fergana Challenger, Ferghana                              | 50 000 $  | Dur             | Radu Albot            | Ilija Bozoljac         |
| 23 septembre | Napa Valley Challenger, Napa                              | 50 000 $  | Dur             | Donald Young          | Matthew Ebden          |
| 23 septembre | Aberto de Tenis do Rio Grande do Sul, Porto Alegre        | 35 000 $  | Terre battue    | Facundo Argüello      | Máximo González        |
| 30 septembre | Ethias Trophy, Mons                                       | 106 500 € | Dur (int.)      | Radek Štěpánek        | Igor Sijsling          |
| 30 septembre | Sacramento Pro Circuit Challenger, Sacramento             | 100 000 $ | Dur             | Donald Young          | Tim Smyczek            |
| 30 septembre | IS Open, São Paulo                                        | 35 000 $  | Terre battue    | Guido Pella           | Facundo Argüello       |
| 7 octobre    | Tashkent Challenger, Tachkent                             | 125 000 $ | Dur             | Dudi Sela             | Teimuraz Gabachvili    |
| 7 octobre    | First Republic Bank Tiburon Challenger, Tiburon           | 100 000 $ | Dur             | Peter Polansky        | Matthew Ebden          |
| 7 octobre    | Open de Rennes, Rennes                                    | 64 000 €  | Dur (int.)      | Nicolas Mahut         | Kenny de Schepper      |
| 7 octobre    | Aberto Rio Preto, São José do Rio Preto                   | 50 000 $  | Terre battue    | João Souza            | Alejandro González     |
| 7 octobre    | Copa San Juan Gobierno, San Juan                          | 35 000 $  | Terre battue    | Guido Andreozzi       | Diego Schwartzman      |
| 14 octobre   | Internationaux de tennis de Vendée, Mouilleron-le-Captif  | 64 000 €  | Dur (int.)      | Michael Berrer        | Nicolas Mahut          |
| 21 octobre   | Copa Topper, Buenos Aires                                 | 75 000 $  | Terre battue    | Pablo Cuevas          | Facundo Argüello       |
| 21 octobre   | Kazan Kremlin Cup, Kazan                                  | 75 000 $  | Dur (int.)      | Aleksandr Nedovyesov  | Andrey Golubev         |
| 21 octobre   | Melbourne Challenger, Melbourne                           | 50 000 $  | Dur             | Matthew Ebden         | Tatsuma Ito            |
| 28 octobre   | IPP Geneva Open, Genève                                   | 64 000 €  | Dur (int.)      | Malek Jaziri          | Jan-Lennard Struff     |
| 28 octobre   | Charlottesville Men's Pro Challenger, Charlottesville     | 75 000 $  | Dur (int.)      | Michael Russell       | Peter Polansky         |
| 28 octobre   | Uruguay Open, Montevideo                                  | 50 000 $  | Terre battue    | Thomaz Bellucci       | Diego Schwartzman      |
| 28 octobre   | Samsung Securities Cup, Séoul                             | 50 000 $  | Dur             | Dušan Lajović         | Julian Reister         |
| 28 octobre   | Traralgon Challenger, Traralgon                           | 50 000 $  | Dur             | Yuki Bhambri          | Bradley Klahn          |
| 28 octobre   | Marocco Tennis Tour, Casablanca                           | 30 000 €  | Terre battue    | Dominic Thiem         | Potito Starace         |
| 28 octobre   | Bauer Watertechnology Cup, Eckental                       | 30 000 €  | Moquette (int.) | Benjamin Becker       | Ruben Bemelmans        |
| 4 novembre   | Seguros Bolivar Open, Bogota                              | 125 000 $ | Terre battue    | Víctor Estrella       | Thomaz Bellucci        |
| 4 novembre   | Slovak Open, Bratislava                                   | 64 000 €  | Dur (int.)      | Lukáš Lacko           | Lukáš Rosol            |
| 4 novembre   | Sparkasse ATP Challenger, Ortisei                         | 64 000 €  | Dur (int.)      | Andreas Seppi         | Simon Greul            |
| 4 novembre   | Knoxville Challenger, Knoxville                           | 50 000 $  | Dur (int.)      | Tim Smyczek           | Peter Polansky         |
| 4 novembre   | Yeongwol Challenger Tennis, Yeongwol                      | 35 000 $  | Dur             | Bradley Klahn         | Taro Daniel            |
| 11 novembre  | ATP Challenger Tour Finals, São Paulo                     | 220 000 $ | Terre battue    | Filippo Volandri      | Alejandro González     |
| 11 novembre  | IPP Open, Helsinki                                        | 42 500 €  | Dur (int.)      | Jarkko Nieminen       | Ričardas Berankis      |
| 11 novembre  | JSM Challenger, Champaign                                 | 50 000 $  | Dur (int.)      | Tennys Sandgren       | Samuel Groth           |
| 11 novembre  | Challenger Ciudad de Guayaquil - Copa Fybeca, Guayaquil   | 50 000 $  | Terre battue    | Leonardo Mayer        | Pedro Sousa            |
| 11 novembre  | Lima Challenger Copa Claro, Lima                          | 50 000 $  | Terre battue    | Horacio Zeballos      | Facundo Bagnis         |
| 11 novembre  | Keio Challenger International Tennis Tournament, Yokohama | 50 000 $  | Dur             | Matthew Ebden         | Go Soeda               |
| 18 novembre  | ATP Challenger Tour Andria e Castel del Monte, Andria     | 30 000 €  | Dur (int.)      | Márton Fucsovics      | Dustin Brown           |
| 18 novembre  | Dunlop World Challenge Tennis Tournament, Toyota          | 35 000 $  | Moquette (int.) | Matthew Ebden         | Yuichi Sugita          |
| 18 novembre  | Siberia Cup, Tioumen                                      | 35 000 $  | Dur (int.)      | Andrey Golubev        | Andrey Kuznetsov       |

## Classement ATP Challenger
Le classement ATP Challenger 2013 qui définit les qualifiés pour les ATP Challenger Tour Finals comptabilise les 10 meilleurs points des tournois Challenger joués du 05/11/2012 jusqu'au 20/10/2013 (sans compter ceux des ATP Challenger Tour Finals 2012).
| Rang | Joueur               | Points | Tournois |
| 1er  | Dudi Sela            | 534    | 14       |
| 2e   | Jiří Veselý          | 484    | 10       |
| 3e   | Alejandro González   | 470    | 17       |
| 4e   | Pablo Carreño-Busta  | 462    | 12       |
| 5e   | Jesse Huta Galung    | 462    | 15       |
| 6e   | Filippo Volandri     | 440    | 11       |
| 7e   | Teimuraz Gabachvili  | 438    | 21       |
| 8e   | Mikhail Kukushkin    | 417    | 14       |
| 9e   | Aleksandr Nedovyesov | 395    | 22       |
| 10e  | Adrian Ungur         | 383    | 14       |
| 11e  | Andrej Martin        | 383    | 24       |
| 12e  | Radek Štěpánek       | 375    | 3        |
| 13e  | Donald Young         | 370    | 14       |
| 14e  | Marc Gicquel         | 359    | 15       |
| 15e  | Adrian Mannarino     | 357    | 13       |

## ATP Challenger Tour Finals
Le classement ATP Challenger détermine la liste d'acceptation pour le tournoi ATP Challenger Tour Finals. Les 8 joueurs qui y participent sont Teimuraz Gabachvili, Filippo Volandri, Aleksandr Nedovyesov, Jesse Huta Galung, Alejandro González, Adrian Ungur, Andrej Martin et Guilherme Clezar (sur invitation).
Le tournoi se déroule en 2 poules, desquelles s'extraient Teimuraz Gabashvili, Aleksandr Nedovyesov, Alejandro González et Filippo Volandri. La finale oppose les 2 derniers cités et c'est l'Italien qui s'impose en 3 sets.
|  |                      |            |                    |            |            |                  |     |        |        |        |        |        |
|  | 1/2 finale           | 1/2 finale | 1/2 finale         | 1/2 finale | 1/2 finale |                  |     | Finale | Finale | Finale | Finale | Finale |
|  |                      |            |                    |            |            |                  |     |        |        |        |        |        |
|  |                      |            |                    |            |            |                  |     |        |        |        |        |        |
|  | Teimuraz Gabachvili  | (1)        | 5                  | 6          | 4          |                  |     |        |        |        |        |        |
|  | Teimuraz Gabachvili  | (1)        | 5                  | 6          | 4          |                  |     |        |        |        |        |        |
|  | Filippo Volandri     | (2)        | 7                  | 2          | 6          |                  |     |        |        |        |        |        |
|  | Filippo Volandri     | (2)        | 7                  | 2          | 6          | Filippo Volandri | (2) | 4      | 6      | 6      |        |        |
|  |                      |            |                    |            |            | Filippo Volandri | (2) | 4      | 6      | 6      |        |        |
|  |                      |            | Alejandro González | (5)        | 6          | 4                | 2   |        |        |        |        |        |
|  | Alejandro González   | (5)        | Alejandro González | (5)        | 6          | 4                | 2   | 6      | 64     | 6      |        |        |
|  | Alejandro González   | (5)        |                    |            |            |                  |     | 6      | 64     | 6      |        |        |
|  | Aleksandr Nedovyesov | (3)        | 3                  | 7          | 0          |                  |     |        |        |        |        |        |
|  | Aleksandr Nedovyesov | (3)        | 3                  | 7          | 0          |                  |     |        |        |        |        |        |